# Gagrella annapurnica
Gagrella annapurnica is een hooiwagen uit de familie Sclerosomatidae.